# Miramar (Córdoba)
Miramar is een plaats in het Argentijnse bestuurlijke gebied  San Justo in de provincie Córdoba. De plaats telt 1.979 inwoners.

## Galerij

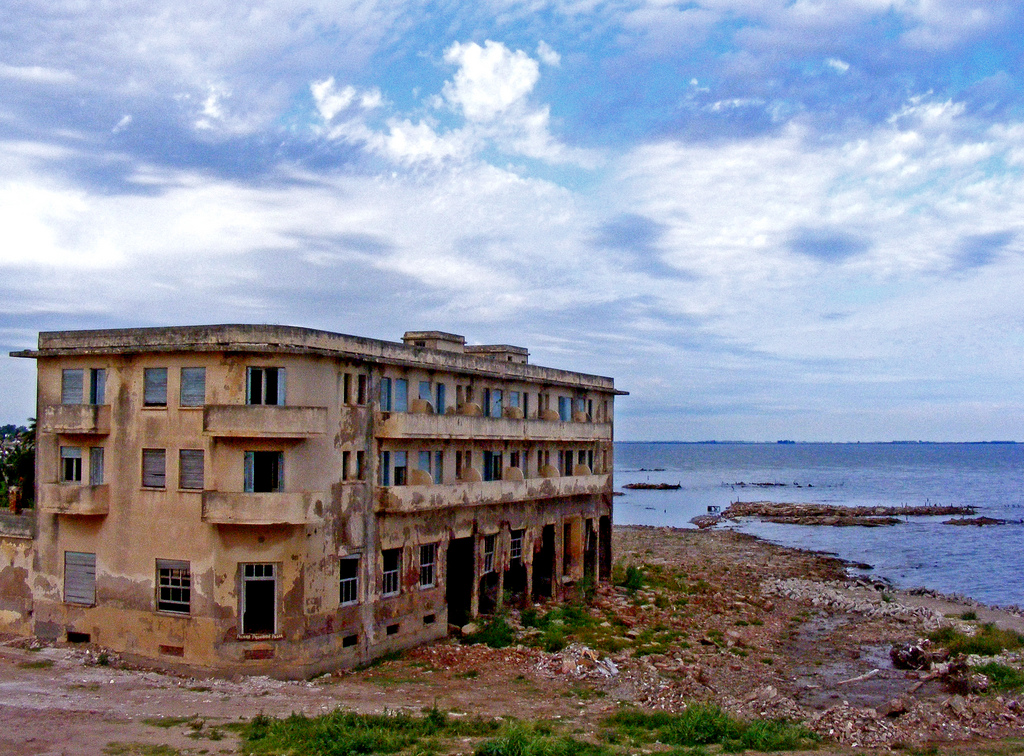
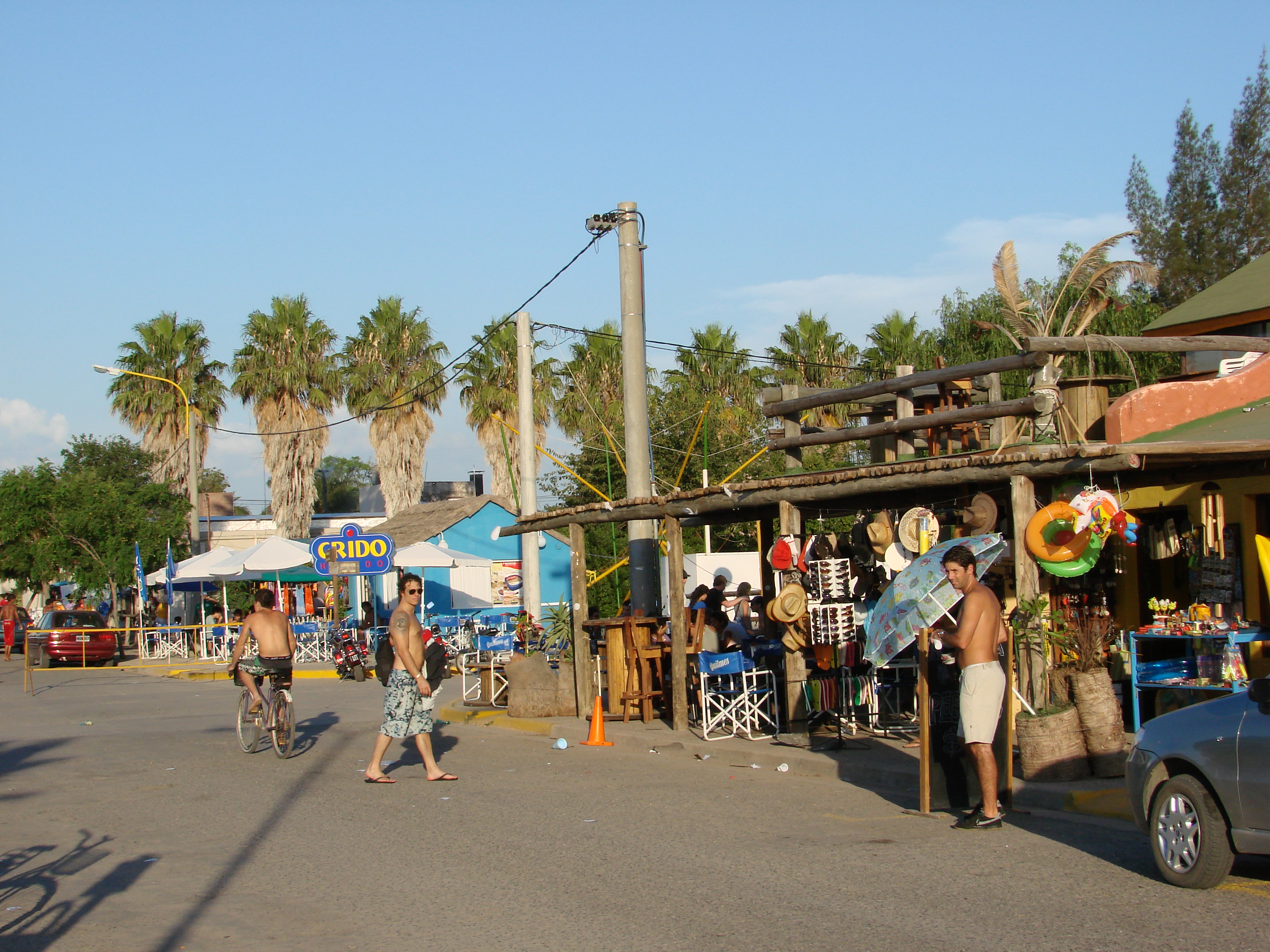
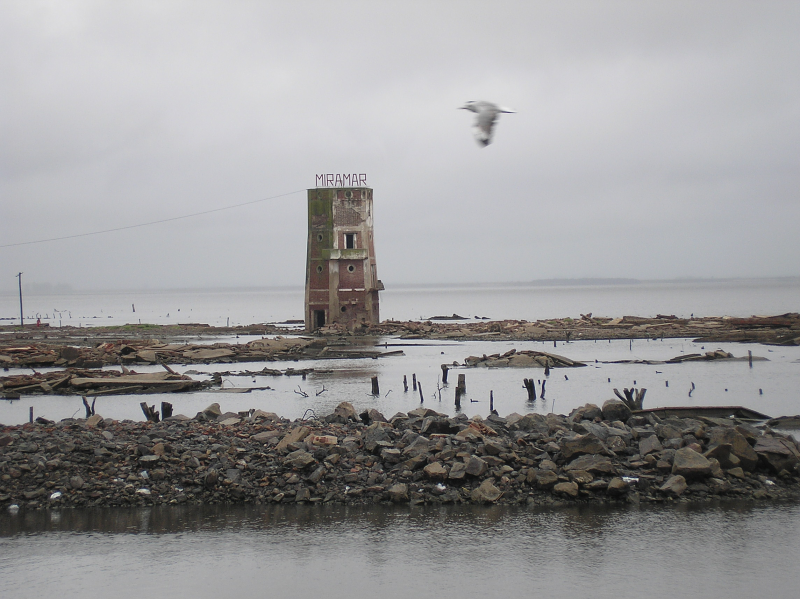
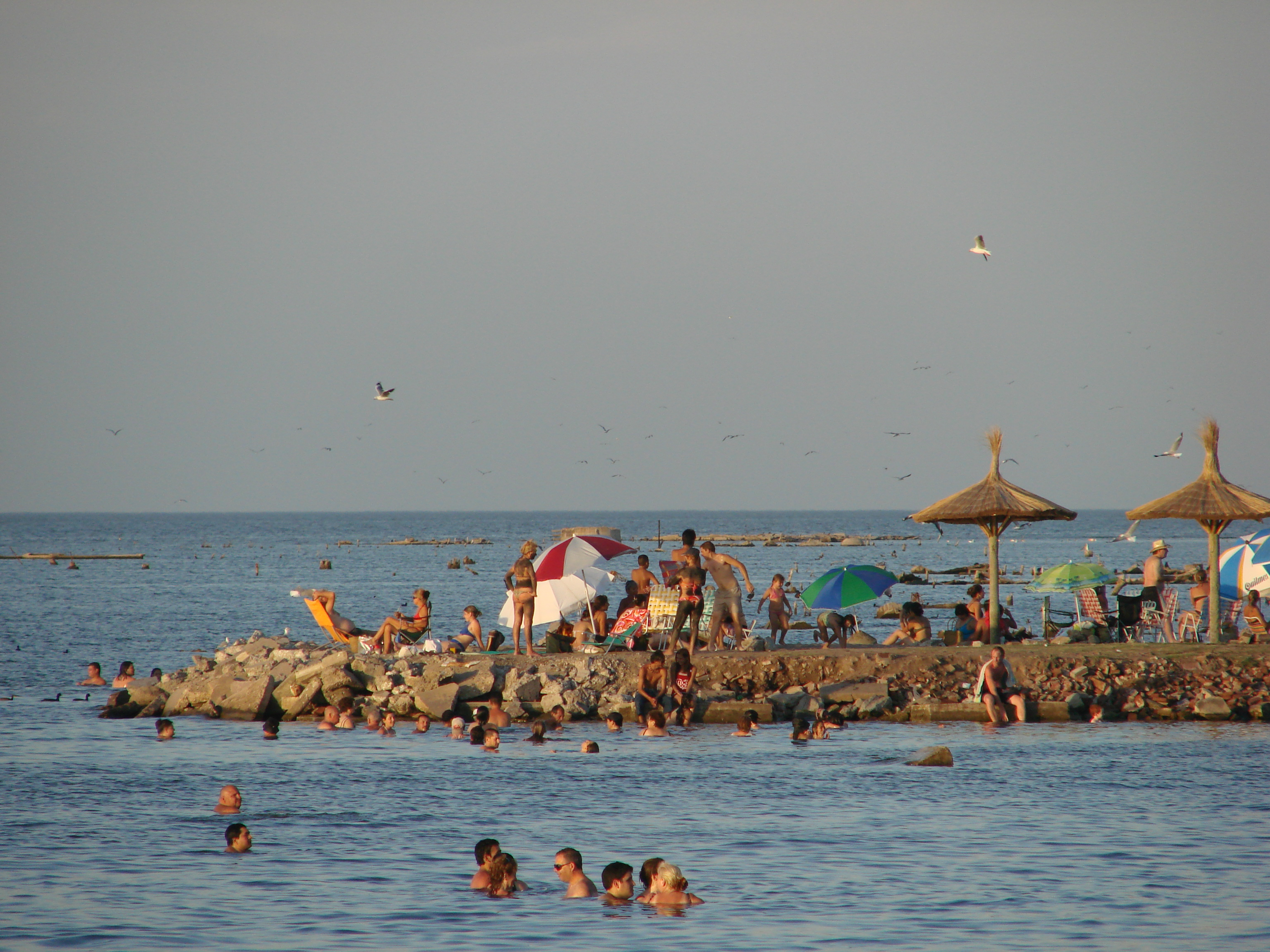
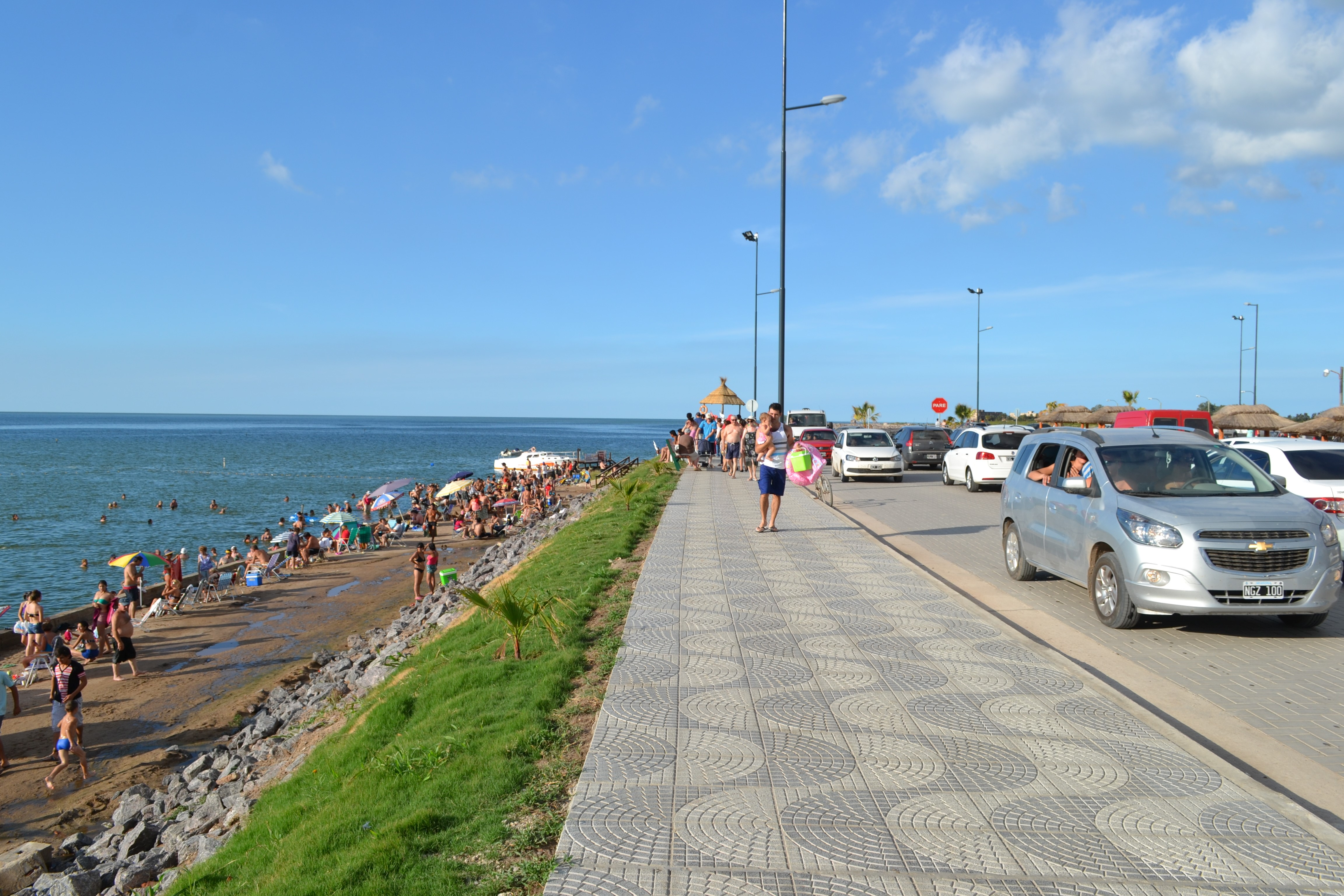